# Liriomyza persica
Liriomyza persica este o specie de muște din genul Liriomyza, familia Agromyzidae, descrisă de Griffiths în anul 1963.
Este endemică în Iran. Conform Catalogue of Life specia Liriomyza persica nu are subspecii cunoscute.